# Хонтјанске Моравце
Хонтјанске Моравце (слч. Hontianske Moravce) су насељено мјесто са административним статусом сеоске општине (слч. obec) у округу Крупина, у Банскобистричком крају, Словачка Република.

## Становништво
| Година:    | 1994. | 2004.    | 2014.   | 2024.    |
| ---------- | ----- | -------- | ------- | -------- |
| Број људи: | 723   | 893      | 885     | 745      |
| Разлика:   |       | +23,51 % | -0,89 % | -15,81 % |

| Година:    | 2023. | 2024.   |
| ---------- | ----- | ------- |
| Број људи: | 760   | 745     |
| Разлика:   |       | -1,97 % |

Према подацима о броју становника из 2024. године насеље је имало 745 становника.